# اسطوره‌شناسی گیلکی
اسطوره‌‍‌شناسی گیلکی یا افسانه‌های مردم گیلان شامل باورهای محلی، داستان‌ها و شخصیت‌های اساطیری است که در فرهنگ شفاهی مردم گیلک رواج دارد. این اسطوره‌ها نشان‌دهنده‌ی جهان‌بینی و ارزش‌های اخلاقی مردم گیلان در ارتباط با طبیعت، جامعه و مذهب هستند.

## شخصیت‌های اساطیری

### کوکو تی‌تی (Kuku Titi)
پرنده‌ای افسانه‌ای با صدای حزن‌انگیز که در گیلان نماد یتیمی یا تنبلی شناخته می‌شود. روایت کوکو تی‌تی داستان دخترک یتیمی است که مادرش را از دست می‌دهد و به‌صورت نمادین پرنده‌ای تنها و غمگین می‌شود.

### سِهره (Sehreh)
جوان تهیدستی که عاشق دختر پادشاه می‌شود و برای به‌دست آوردن دل او، تبدیل به پرنده‌ای می‌شود. این پرنده اکنون همیشه در جنگل‌ها دنبال تکه چوب مناسب می‌گردد تا شرط پادشاه را برآورده کند.

### آب‌لاکو (Ab Laku)
در گیلکی به معنی «دختر آب» یا «لاک‌پشت». داستانی از تازه‌عروسی که ناگهان به شکل لاک‌پشت درآمده و در آبنه شناور می‌ماند تا اینکه ناپدید می‌شود.

### سیاگالش (Sia-Galesh)
=
نماد فرهنگ دامداری و طبیعت‌دوستی در شرق گیلان و تالش؛ افسانه‌هایی درباره نگهبانان طبیعت و درختان مقدس در فرهنگ روستایی گیلک وجود دارد.

### عروس‌گوله (Arus‑Guleh)
نمایش سنتی نوروزی: حضور شخصیت‌هایی مانند «یساقول» (غول) و «نازخانوم» (عروس) که نماد خیر و شر‌اند؛ با اجرای رقص و ترانه در شب‌های نوروزی در برخی شهرهای گیلان.